# Sevaruyo
Sevaruyo ist eine Ortschaft im Departamento Oruro im Hochland des südamerikanischen Anden-Staates Bolivien.

## Lage im Nahraum
Sevaruyo ist der zentrale Ort des Kanton Sevaruyo im Municipio Quillacas in der Provinz Eduardo Avaroa. Die Ortschaft liegt auf einer Höhe von 3741 m in einer Schwemmlandebene am rechten Ufer des Río Sevaruyo, der etwa 25 Kilometer nordwestlich der Ortschaft in den südlichen Teil des Poopó-See mündet.

## Geographie
Sevaruyo liegt auf dem bolivianischen Altiplano zwischen der Cordillera Occidental im Westen und der Cordillera Central im Osten. Das Klima der Region ist arid und durch ein typisches Tageszeitenklima charakterisiert.
Die mittlere Durchschnittstemperatur der Region liegt bei knapp 9 °C (siehe Klimadiagramm Pampa Aullagas) und schwankt nur unwesentlich zwischen 5 °C im Juni und Juli und 11 °C von November bis März. Der Jahresniederschlag beträgt rund 300 mm, bei einer ausgeprägten Trockenzeit von April bis Oktober mit Monatsniederschlägen unter 10 mm, und nur wenigen Monaten mit ausreichender Feuchtigkeit, der niederschlagsreichste Monat ist der Januar mit knapp über 70 mm Monatsniederschlag.

## Verkehrsnetz
Sevaruyo liegt in einer Entfernung von 181 Straßenkilometern südlich von Oruro, der Hauptstadt des Departamento. Von Oruro aus führt die Nationalstraße Ruta 1 nach Süden und erreicht nach 53 Kilometern die Stadt Poopó und nach weiteren 63 Kilometern die Ortschaft Challapata. Von hier aus führt die Ruta 30 weitere 30 Kilometer über Santiago de Huari nach Süden. Nach Überquerung eines Flusslaufs biegt eine unbefestigte Landstraße nach Südwesten ab und führt nach 19 Kilometern zu der Ortschaft Santuario de Quillacas und weiter nach Salinas de Garcí Mendoza und dem Salzsee Salar de Uyuni. In Quillacas zweigt eine unbefestigte Landstraße in südöstlicher Richtung ab und erreicht nach weiteren 16 Kilometern Sevaruyo.
Der Bahnhof Sevaruyo liegt an der Bahnstrecke Antofagasta–La Paz.

## Bevölkerung
Die Einwohnerzahl der Ortschaft ist in den vergangenen beiden Jahrzehnten nur unwesentlich angestiegen:
| Jahr | Einwohner | Quelle       |
| ---- | --------- | ------------ |
| 1992 | 724       | Volkszählung |
| 2001 | 924       | Volkszählung |
| 2012 | 749       | Volkszählung |
| 2024 |           | Volkszählung |

Die Region weist einen deutlichen Anteil an Aymara-Bevölkerung auf, im Municipio Santuario de Quillacas sprechen 52,4 Prozent der Bevölkerung Aymara.